# Воррен (округ, Іллінойс)
Шаблон:StateAbbr_ 40°51′ пн. ш. 90°37′ зх. д. / 40.85° пн. ш. 90.61° зх. д.
Округ  Воррен (англ. Warren County) — округ (графство) у штаті  Іллінойс, США. Ідентифікатор округу 17187.

## Історія
Офіційно утворений в 1825 році.

## Демографія
За даними перепису 
2000 року 
загальне населення округу становило 18735 осіб, зокрема міського населення було 10123, а сільського — 8612.
Серед мешканців округу чоловіків було 9068, а жінок — 9667. В окрузі було 7166 домогосподарств, 4968 родин, які мешкали в 7787 будинках.
Середній розмір родини становив 2,94.
Віковий розподіл населення поданий у таблиці:
| Стать    | До 15 років | 15-21 | 22-29 | 30-39 | 40-49 | 50-65 | 65-85 | Понад 85 |
| -------- | ----------- | ----- | ----- | ----- | ----- | ----- | ----- | -------- |
| Чоловіки | 1786        | 1239  | 817   | 1140  | 1378  | 1477  | 1119  | 112      |
| Жінки    | 1724        | 1258  | 793   | 1152  | 1390  | 1520  | 1489  | 341      |

## Суміжні округи
- Мерсер — північ
- Нокс — схід
- Фултон — південний схід
- Макдоно — південь
- Гендерсон — захід

## Виноски
1. ↑  U.S. Decennial Census. United States Census Bureau. Архів оригіналу за 4 квітня 2018. Процитовано 9 липня 2014.
2. ↑  Historical Census Browser. University of Virginia Library. Архів оригіналу за 11 серпня 2012. Процитовано 9 липня 2014.
3. ↑  Population of Counties by Decennial Census: 1900 to 1990. United States Census Bureau. Архів оригіналу за 24 квітня 2014. Процитовано 9 липня 2014.
4. ↑  Census 2000 PHC-T-4. Ranking Tables for Counties: 1990 and 2000 (PDF). United States Census Bureau. Архів оригіналу (PDF) за 18 грудня 2014. Процитовано 9 липня 2014.
5. ↑  State & County QuickFacts. United States Census Bureau. Архів оригіналу за 22 липня 2011. Процитовано 9 липня 2014.(англ.) Наведено за англійською вікіпедією.
6. ↑  American FactFinder. Бюро перепису населення США. Архів оригіналу за 26 лютого 2012. Процитовано 31 січня 2008.

| США | Це незавершена стаття з географії США. Ви можете допомогти проєкту, виправивши або дописавши її. |